# 163 a.C.

## Eventos
- Mânio Juvêncio Talna e Tibério Semprônio Graco, pela segunda vez, cônsules romanos.

## Nascimentos
- Tibério Graco, Tribuno da Plebe (m. 132 a.C.)